# 石川诚
石川诚（日语：／ Ishikawa Makoto，？—），日本退役男子击剑运动员。他在伊朗德黑兰进行的1974年亚洲运动会中获得男子重剑个人金牌以及男子重剑团体银牌。